# Marc Roche
Pour les articles homonymes, voir Roche (homonymie).
Marc Roche, né le 5 avril 1951 à Ixelles, est un journaliste et essayiste belge, correspondant à Londres du journal Le Monde.

## Biographie
Le père de Marc Roche a été brièvement apprenti diamantaire puis négociant en métaux, d'où sa fascination pour les matières premières en général, et sa spécialisation dans le journalisme économique. 
Marc Roche est journaliste financier au Monde, chargé de la couverture de la City, jusqu'au 1er août 2014, avant de rejoindre l'équipe du Point et du Soir en tant que chroniqueur sur le Brexit. Il participe aussi à l'émission Dateline London de la BBC News. Ses écrits concernent principalement les institutions financières (Goldman Sachs, le shadow banking, la réglementation) et la monarchie britannique.

## Critique du monde financier
Marc Roche se décrit lui-même comme un « libéral qui doute, un déçu du capitalisme ». Longtemps correspondant « finance » pour le journal Le Monde, Marc Roche devient un fin connaisseur de Wall Street et de la City. Depuis la crise financière de 2008, il a publié trois ouvrages critiques du capitalisme financier, qu'il juge « impitoyable », et de ses dérives.

## Publications
- Le capitalisme hors la loi, Albin Michel, septembre 2011  (ISBN 9782226230553).
- La Banque - Comment Goldman Sachs dirige le monde, Albin Michel, septembre 2010  (ISBN 9782226230553). Prix du livre d'économie 2010[6].
- Un ménage à trois, Albin Michel, avril 2009  (ISBN 9782226190062)
- Diana une mort annoncée, avec Nicholas Farrell, Albin Michel, juin 2006  (ISBN 9782350120478)
- Élisabeth II, la dernière reine, Table ronde, juin 2007  (ISBN 9782710329442)
- William Langewiesche, Cargos hors la loi : Un monde de crime et de chaos (préface)  (ISBN 9782746706484)
- Elizabeth II : Une vie, un règne, La Table ronde, 2012  (ISBN 9782710368311)
- Les Banksters : voyage chez mes amis capitalistes, Albin Michel, 2014  (ISBN 2226248587)
- Histoire secrète d'un krach qui dure, Albin Michel, 2016  (ISBN 2226319999)
- Diamants. Enquête sur un marché impur, Tallandier, 2017  (ISBN 979-1021023314)
- Le Brexit va réussir, Albin Michel, 2019  (ISBN 2226402217)
- Elle ne voulait pas être reine !, Albin Michel, 2020.

## Film
- Goldman Sachs La Banque qui dirige le monde, avec Jérôme Fritel, Arte, 2012.